# Région du Polog
Pour l’article homonyme, voir Polog (Mostar).
La région du Polog (en macédonien : Полошки Регион, Pološki Region) est une des huit régions statistiques de la Macédoine du Nord. Le Polog est situé dans le nord-ouest du pays et est frontalier de l'Albanie et du Kosovo. Son nom vient de la principale plaine du nord de la Macédoine du Nord, où se trouvent plusieurs grandes villes, comme Tetovo. Cette région est majoritairement peuplée d'Albanais.

## Communes
Le Polog regroupe neuf communes :
- Bogovinje
- Brvenica
- Gostivar
- Jegunovce
- Mavrovo i Rostuše
- Tearce
- Tetovo
- Vrapčište
- Želino

## Démographie

### Population
Selon le recensement de 2021, le Polog compte 251 552 habitants.
| 1994    | 2002    | 2021    |
| ------- | ------- | ------- |
| 282 432 | 304 125 | 251 552 |

### Répartition ethnique
Le Polog est la seule région de Macédoine du Nord où les Macédoniens ne sont pas majoritaires.